# Xylocopa dibongoana
Xylocopa dibongoana là một loài Hymenoptera trong họ Apidae. Loài này được Hedicke mô tả khoa học năm 1923.